# Route 320 (Nouvelle-Écosse)
Pour les articles homonymes, voir Route 320.
La route 320 est une route secondaire de la Nouvelle-Écosse d'orientation nord-ouest/sud-est située dans l'est de la province, à la fois sur l'Isle Madame et sur l'île du Cap-Breton. Elle est une route faiblement empruntée. De plus, elle mesure 23 kilomètres, et est une route asphaltée sur l'entièreté de son tracé.

## Tracé
La route 320 sert à relier l'île du Cap-Breton à l'Isle Madame. Elle débute sur la route principale de la région, la route 4, à sa sortie 46, à Louisdale. Elle commence par se diriger vers le sud puis traverse le passage aquatique Lennox pour rejoindre l'Isle Madame. Elle contourne l'Isle par le nord-est, puis se termine à Arichat, alors qu'elle devient la route 206, contournant l'île par le sud-ouest.

## Communautés traversées

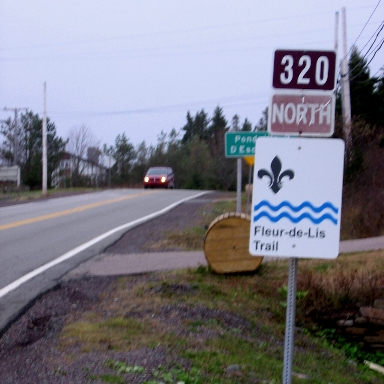
La route 320 à D'Escousse.

1. Louisdale
2. Lennox Passage
3. Martinique
4. Lennox
5. Poulamon
6. D'Escousse
7. Pondville
8. Arichat